# Oraison
Oraison (en occitano Aurason) es una población y comuna francesa, situada en la región de Provenza-Alpes-Costa Azul, departamento de Alpes de Alta Provenza, en el distrito de Forcalquier y cantón de Oraison. En 2018 tenía una población de 5891 habitantes.
Se ubica en la orilla oriental del río Durance, unos 10 km al noreste de Manosque.
Se conoce la existencia de la localidad en documentos desde el siglo XII. En aquella época, el pueblo dependía del bailío de Digne y su parroquia del cabildo de Riez. Más tarde se formó una casa nobiliaria propia, la Casa de Oraison, una de las más antiguas familias nobles provenzales.

## Demografía
| 1 555 | lac. | 1 404 | 1 471 | 1 855 | 1 892 | 1 871 | 1 946 | 1 998 | 1 995 | 2 055 | 1 962 | 1 980 | 1 820 | 1 780 | 1 752 | 1 899 | 1 944 | 2 153 | 2 044 | 1 735 | 1 773 | 1 936 | 1 784 | 1 834 | 1 982 | 3 054 | 2 702 | 2 667 | 2 963 | 3 509 | 4 114 |
| Para los censos de 1962 a 1999 la población legal corresponde a la población sin duplicidades (Fuente: INSEE [Consultar]) |      |       |       |       |       |       |       |       |       |       |       |       |       |       |       |       |       |       |       |       |       |       |       |       |       |       |       |       |       |       |       |